# Miloslav Kubeš
Miloslav Kubeš (28. srpna 1927, Bošilec – 24. května 2008, Praha) byl český filosof a fotograf.

## Publikace

### Filosofie
- KUBEŠ, Miloslav; KŘÍŽKOVSKÝ, Ladislav. Člověk, svět a filosofie : základy marxistické filosofie. Praha: Svoboda, 1968.
- KUBEŠ, Miloslav. Antologie pozitivizmu. 2., Lvovsko-varšavská škola. Praha: Vysoká škola politická ÚV KSČ, 1969. 298 s.

### Fotografie
- KUBEŠ, Miloslav. Člověče, kdo jsi?. Praha: KANT, 2010. 129 s. ISBN 978-80-7437-013-7.

## Výstavy
- Miloslav Kubeš : člověče, kdo jsi? : výstava černobílých dokumentárních fotografií Miloslava Kubeše z šedesátých let dvacátého století, kurátor Daniel Šperl, 2006 Kino Světozor, Praha; dále uvedeno:
  - 2008 Dům umění Opava, Opava, 15. leden – 17. únor 2008,
  - 2008 České centrum Nizozemí, Maastricht, Nizozemí,
  - 2009 České centrum Tokio, Japonsko,
  - 2011 Paris Photo, Paříž, Francie,
  - 2014 Židovská synagoga, Plzeň,
  - 2020 Kavárna Prostoru, Praha 6.